# Bosone II de La Marche
Bosone II de La Marche, detto il Giovane. Boson in francese (metà del X secolo – 1006), fu Conte di Périgord e Conte de La Marche dal 997 alla sua morte.

## Origine
Secondo la Cronaca di Ademaro di Chabannes Bosone era fratello minore di Adalberto I, che secondo il Chronicon sancti Maxentii Pictavensis, Chroniques des Eglises d'Anjou Adalberto era figlio secondogenito del conte di Marche, Bosone I il Vecchio e della moglie (come ci riferisce la Cronaca di Ademaro di Chabannes') Emma di Périgord, figlia (nel testo è definita erroneamente sorella) di Bernardo I, conte di Angoulême e di Périgord (come ci riferisce la Historia Pontificum et Comitum Engolismensis, al capitolo XVIII) e della prima moglie Berta.
Bosone I il Vecchio, ancora secondo il Chronicon sancti Maxentii Pictavensis, Chroniques des Eglises d'Anjou Bosone era figlio del conte di Charroux, Sulpicio mentre della madre non si conoscono né il nome né gli ascendenti (secondo lo storico francese, specializzato nella genealogia dei personaggi dell’Antichità e dell'Alto Medioevo, Christian Settipani poteva essere una figlia del Visconte di Limoges, Adalberto e di sua moglie Deda).

## Biografia
Di Bosone si hanno scarse notizie: dopo che, suo fratello, Adalberto, già conte di Perigord, nel 988, circa divenne anche conte di La Marche, lo coinvolse nel governo della contea.
Dopo che il conte di Poitiers e duca d'Aquitania, Guglielmo Braccio di Ferro o Fortebraccio, nel 993, si era ritirato in convento e gli era succeduto il figlio, Guglielmo il Grande e, secondo  il paragrafo VII del liber III del Miracula Sancti Benedicti, suo fratello, Adalberto I (qui ricordato come conte di Perigord, titolo ricevuto da parte di madre) attaccò il Poitou, con l'intenzione di conquistare la contea di Poitiers e pose sotto assedio la città di Poitiers; anche Ademaro di Chabannes riporta che Adelberto fece guerra a Guglielmo il Grande e dopo aver distrutto la città di Gentiaco, fu ucciso in battaglia, colpito da una freccia, nei pressi di Charroux e fu inumato nel monastero di quella città; Alfred Richard, nel suo Les comtes de Poitou, riferisce che Adalberto considerandosi  già vincitore percorreva il periplo del castello senza armatura ed uno degli assediati lo colpì con una freccia, ferendolo gravemente; portato a Charroux, morì qualche giorno dopo. La moglie di Adalberto, Almodia o Adalmoda, che si era rifugiata nel castello di Rochemeaux, venne catturata da Guglielmo e, poco dopo la lasciò libera di tornare da sua madre. Bosone allora subentrò nel comando delle operazioni al posto del fratello. Il re di Francia, Roberto II, detto il Pio, intervenne a favore di Guglielmo il Grande; Roberto II pose l'assedio al castello in cui si era asserragliato Bosone, ma dopo aver combattuto per diversi giorni, rientrò in Francia. Ademaro di Chabannes riporta che dopo la morte del marito, Almodia accettò di sposare, in seconde nozze, Guglielmo il Grande; Alfred Richard, nel suo Les comtes de Poitou, ritiene che l'ambizione di Bosone di ottenere i titoli del fratello e l'interesse del giovane Guglielmo per Almodia, la cognata di Bosone, portò ad una pacificazione, entro il 997: Bosone fu riconosciuto Conte di Périgord e Conte de La Marche e Guglielmo sposò Almodia.
Il documento n° 46 del Cartulaire de l'abbaye d'Uzerche (Corrèze), datato 997, ci conferma che Bosone era il conte (Boso comes) e garantiva i privilegi all'abbazia di Uzerche e nel documento n° 123 del Cartulaire de l'abbaye d'Uzerche (Corrèze), datato 998, viene citato sempre come conte (Bosonis comitis).
Bosone, secondo la Cronaca di Ademaro di Chabannes', nel 1006, fu avvelenato dalla moglie e fu tumulato a Périgueux. Guglielmo il Grande allora invase le contee e occupò Périgueux, divenendo tutore dei figli (Elia e Bosone) e del nipote (Bernardo, figlio di Adalberto e Almodia) di Bosone.
 Guglielmo assegnò la Contea de La Marche a Bernardo e la Contea di Périgord a Elia, il figlio maggiore di Bosone.

## Matrimonio e discendenza
Secondo il Petrus Malleacensis Monachi Relatione, par. VI, Bosone aveva sposato Adalmoda, figlia di Candida, e dopo la morte improvvisa di Bosone, Adalmoda fu chiesta in moglie da Guglielmo il Grande (secondo tutte le altre testimonianze però la moglie di Guglielmo era la vedova di Adalberto, il fratello di Bosone).
 Comunque Bosone dalla moglie ebbe due figli;
- Elia[1] (ca. 990- 1031 circa), Conte di Périgord[1]
- Bosone (fratello di Elia[18] ca. 990- 1031 circa), Conte di Périgord[19].

### Fonti primarie
- (LA)  Chronicon sancti Maxentii Pictavensis, Chroniques des Eglises d'Anjou.
- (LA)  Chartes et documents pour servir à l'histoire de l'abbaye de Saint-Maixent, vol 1.
- (LA)  Chronique / Ademar de Chabannes.
- (LA)  Bulletin de la Société archéologique et historique du Limousin.
- (LA)  Historia Pontificum et Comitum Engolismensium.
- (LA)  Monumenta Germaniae Historica, Scriptores, tomus IV.
- (LA)  Miracula Sancti Benedicti.
- (LA)  Cartulaire de l'abbaye d'Uzerche (Corrèze).
- (LA)  Recueil des historiens des Gaules et de la France. Tome 10.
- (LA)  Cartulaire de l'abbaye royale de Notre-Dame de Saintes de l'ordre de Saint-Benoit.

### Letteratura storiografica
- (FR)  Alfred Richard, Les comtes de Poitou, tome I,.